# La Poudre aux yeux
Pour les articles homonymes, voir Poudre aux yeux.
La Poudre aux yeux est une comédie en 2 actes d'Eugène Labiche (en collaboration avec Édouard Martin), représentée pour la 1re fois à Paris au Théâtre du Gymnase le 19 octobre 1861 et publiée aux éditions Michel Lévy frères.

## Argument
Mme Malingear est une femme orgueilleuse et vaniteuse et a une fille nommée Emmeline. Elle et Mme Ratinois, la mère de Frédéric le prétendant d'Emmeline, ont essayé de se jeter mutuellement de la « poudre aux yeux » en se faisant croire qu'elles sont riches. Finalement, l'oncle de Frédéric découvre que les mères ont organisé tous ces mensonges pour faire augmenter le montant de la dot. Les pères, M. Malingear et M. Ratinois, reconnaissent leurs torts et vont régler la situation et cesser cette supercherie pour le bonheur de leurs enfants.
Ratinois (faisant la demande en mariage pour son fils) : « … sans songer à une alliance qui l'honorerait… en nous honorant… s'il pouvait entrer dans votre honorable famille… que tout le monde honore. » (A I sc XII)
Ratinois (à son fils) : « Ne te trouble pas… continue à faire mes quittances… C'est un travail qui demande du sang-froid. » (A II sc I)
Robert : « Aujourd'hui, c'est la mode; on se jette de la poudre aux yeux, on fait la roue… on se gonfle… comme des ballons. Et quand on est tout bouffi de vanité… plutôt que d'en convenir […] on préfère sacrifier l'avenir, le bonheur de ses enfants. » (A II sc XII)
Ratinois : « C'est que j'ai commandé un repas insensé… j'en suis honteux !… Six plats de truffes !… […] On pourrait peut-être les faire reprendre ?
Robert : « Je m'y oppose ! »
Ratinois : « Allons, mangeons-les !… ce sera notre châtiment ! À table ! »

## Distribution
| Acteurs et actrices ayant créé les rôles       |                   |
| Personnage                                     | Acteur ou actrice |
| Ratinois                                       | Geoffroy          |
| Malingear                                      | M. Kime           |
| Robert                                         | M. Blaisot        |
| Frédéric                                       | Dieudonné         |
| Un tapissier                                   | M. Lefort         |
| Un maître d'hôtel                              | M. Victorin       |
| Constance, femme de Ratinois                   | Chéri Lesueur     |
| Blanche, femme de Malingear                    | Mme Mélanie       |
| Emmeline, fille de Malingear                   | Mme Albrecht      |
| Alexandrine, femme de chambre de Mme Malingear | Mme Marie         |
| Joséphine, femme de chambre de Mme Ratinois    | Mme Alexandre     |
| Sophie, cuisinière de Malingear                | Mme Georgina      |
| Un chasseur en livrée                          | M. Louis          |
| Un domestique                                  | M. Ulric          |
| Un petit nègre                                 | Mlle Léontine     |